# Pseudochitinopoma occidentalis
Pseudochitinopoma occidentalis är en ringmaskart som först beskrevs av Bush 1905.  Pseudochitinopoma occidentalis ingår i släktet Pseudochitinopoma och familjen Serpulidae. Inga underarter finns listade i Catalogue of Life.